# Absolutely
Absolutely – drugi album angielskiego zespołu ska Madness. Został nagrany w 1980 roku dla wytwórni Stiff Records. Producentami płyty byli Clive Langer i Alan Winstanley. Album doszedł do 2 miejsca na brytyjskiej liście przebojów.
Po raz pierwszy na CD album ukazał się w 1989 roku (Virgin). W wersji CD 2000 roku (Virgin) dodano teledyski do utworów Bed & Breakfast Man, Baggy Trousers, Embarrassment i Return Of The Los Palmas 7.

## Spis utworów
1. "Baggy Trousers" – 2:45 (McPherson/Foreman)
2. "Embarrassment" – 3:13 (Thompson/Barson)
3. "E.R.N.I.E." – 2:45 (McPherson/Foreman)
4. "Close Escape" – 3:29 (Thompson/Foreman)
5. "Not Home Today" – 2:30 (McPherson/Bedford)
6. "On the Beat Pete" – 3:05 (Thompson/Madness)
7. "Solid Gone" – 2:22 (Smyth)
8. "Take It or Leave It" – 3:26 (Thompson/Barson)
9. "Shadow of Fear" – 1:58 (McPherson/Barson)
10. "Disappear" – 2:58 (McPherson/Bedford)
11. "Overdone" – 3:45 (Thompson/Foreman)
12. "In the Rain" – 2:42 (McPherson/Madness)
13. "You Said" – 2:35 (McPherson/Barson)
14. "Return of the Los Palmas 7" – 2:01 (Barson/Woodgate/Bedford)

## Single z albumu
- "Baggy Trousers" (wrzesień 1980) (UK #3)
- "Embarrassment" (listopad 1980) (UK #4)
- "Return of the Los Palmas 7" (styczeń 1981) (UK #7)

## Muzycy
- Graham McPherson (Suggs) – wokal
- Mike Barson (Monsieur Barso) – instrumenty klawiszowe
- Chris Foreman (Chrissie Boy) – gitara
- Mark Bedford (Bedders) – gitara basowa
- Lee Thompson (Kix) – saksofon
- Daniel Woodgate (Woody) – perkusja, instrumenty perkusyjne
- Cathal Smyth (Chas Smash) – drugi wokal, trąbka, wokal (7)